# Raffaellino del Garbo

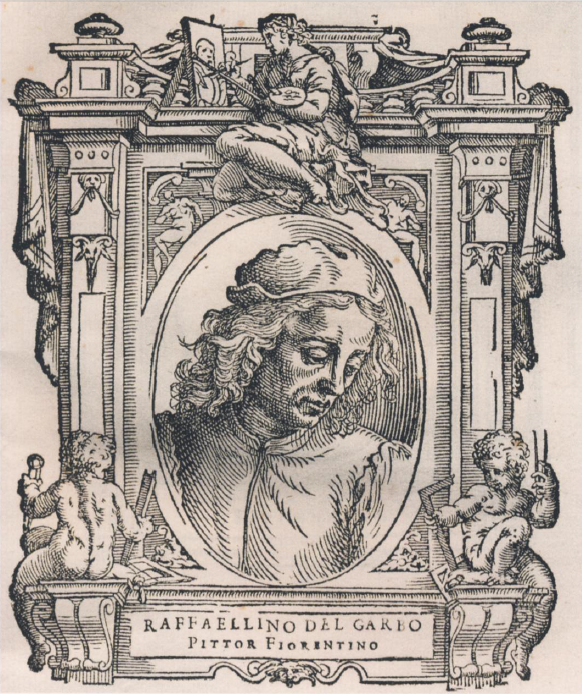
Raffaellino del Garbo, según las Vite de Vasari.

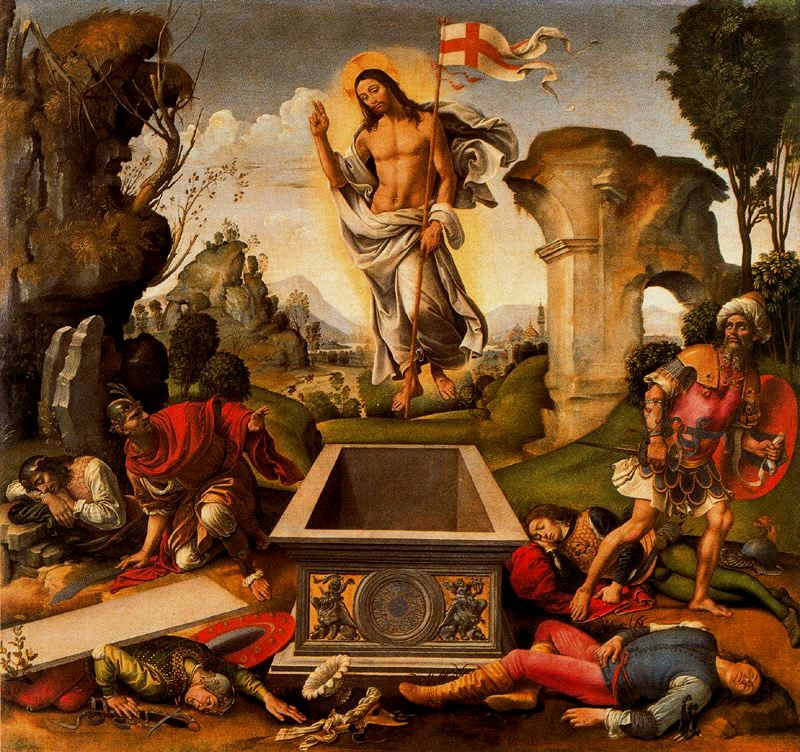
Resurrección de Cristo, Florencia, Galería de la Academia.

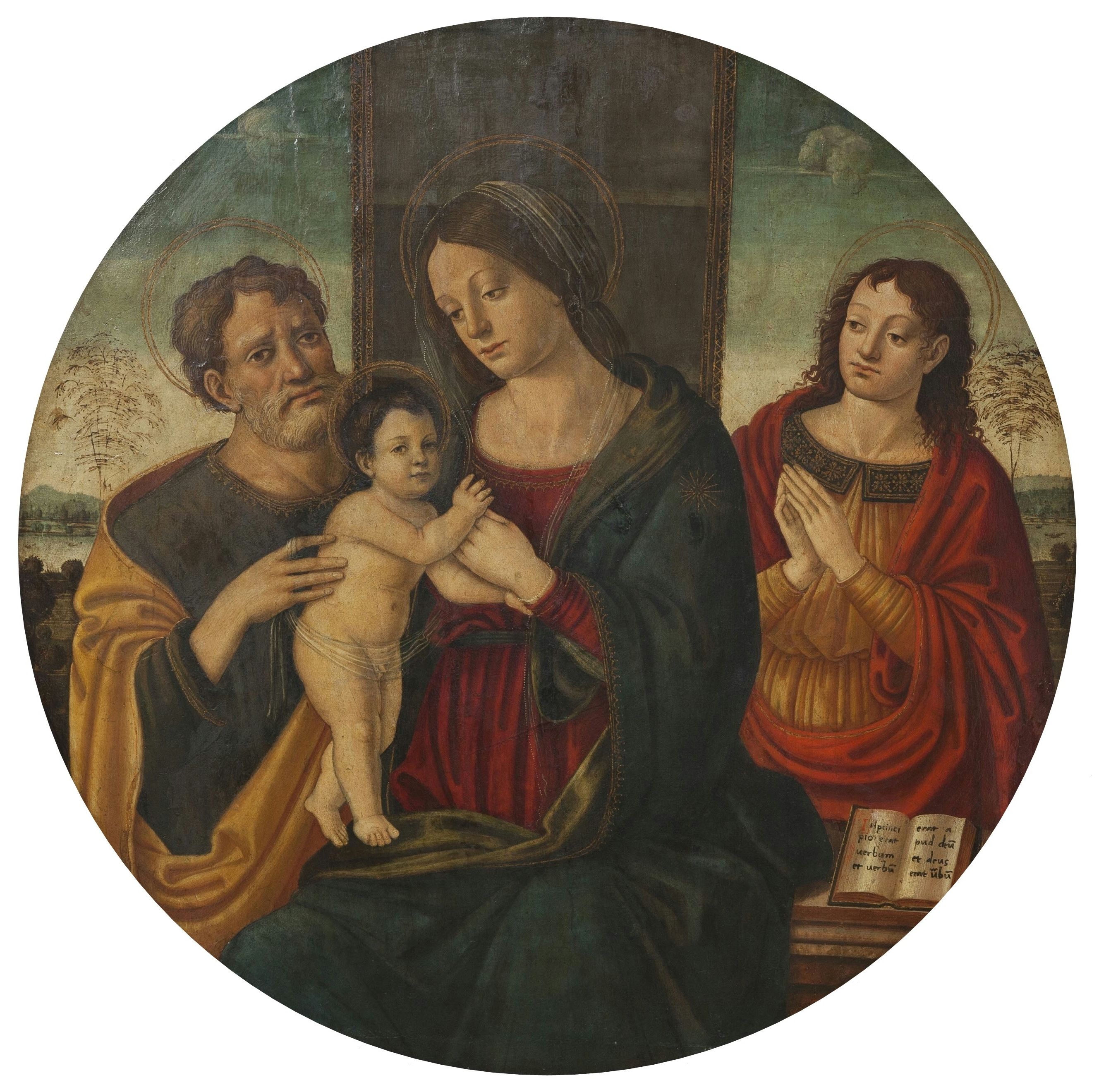
Sagrada Familia con San Juan Bautista, Fundação Cultural Ema Gordon Klabin, Sao Paulo.

Raffaellino del Garbo, nacido como Raffaello di Bartolomeo di Giovanni Capponi (San Lorenzo a Vigliano, 1466 o tal vez 1476-Florencia, 1524), fue un pintor renacentista italiano. 

## Biografía
Su verdadero nombre era Rafael Capponi; Del Garbo era un apodo con el que se reconocía la elegancia de sus primeras obras. También fue llamado Raffaello de Florentia, Raffaello de Carolis o Karli. 
Fue alumno de Filippino Lippi, con quien permaneció hasta 1490, o incluso más tiempo. Acompañó a Filippino a Roma, donde pintó el techo de la capilla de Santo Tomás de Aquino en la iglesia de Santa Maria sopra Minerva. Sus obras juveniles delatan la influencia de Lippi, y en un primer vistazo recuerdan mucho a Botticelli. Ejemplo de ello es el San Juan Bautista del MNAC de Barcelona, de dibujo sinuoso, veladuras aplicadas con esmero y afán ornamental. 
Se casó y tuvo una familia numerosa. Los cuidados de una familia tan grande finalmente resultaron fatales para el trabajo de Capponi, sumiéndole en un estado de indiferencia y apatía. Falleció en la más absoluta pobreza en Florencia en 1524.
Fue el primer maestro de Bronzino. 

## Obras destacadas
- Resurrección, originalmente ubicada en la iglesia del monasterio benedictino de Monte Oliveto, ahora expuesta en la Galería de la Academia de Venecia.
- Milagro de los panes, refectorio del convento de Cesto.
- Coronación de la Virgen (Museo del Louvre).
- Virgen y el niño con los Santos y los donantes (Gemäldegalerie de Berlín).
- Otra juvenil en el monasterio de San Salvi, muy elogiada por Domenico Moreni, en su Notizie Istoriche dei contorni di Firenze.
- Virgen con el Niño entre los santos Francisco y Zenobio y dos patrones arrodillados, en el Hospital de Santa Maria Nuova, en Florencia.
- San Juan Bautista (MNAC de Barcelona, legado de Francesc Cambó)